# Johann Erasmus von Senckenberg
Johann Erasmus Freiherr von Senckenberg (* 30. April 1717 in Frankfurt am Main; † 21. Juni 1795 ebenda) war ein deutscher Jurist und Ratsherr in Frankfurt am Main. Er wurde wegen diverser Vergehen am 28. Februar 1769 als Staatsgefangener in der Hauptwache inhaftiert und verbrachte den Rest seines Lebens im Arrest.

## Leben und Werk
Johann Erasmus war der jüngste Sohn des Frankfurter Stadtphysikus Johann Hartmann Senckenberg (1655–1730) und seiner zweiten Ehefrau Anna Margaretha geb. Raumburger (1682–1740). Er wurde im elterlichen Wohnhaus Zu den drei Hasen an der Ecke von Hasengasse und Töngesgasse geboren. Die Ehe seiner Eltern galt als unglücklich. Seine Mutter wird von den Biographen Georg Ludwig Kriegk und Rudolf Jung als Furie und Megäre geschildert, die auf ihre Söhne – neben Johann Erasmus Christian noch dessen ältere Brüder Heinrich Christian, Johann Christian und Conrad Hieronymus (1709–1739) – einen ungünstigen Einfluss ausübte, so dass sich alle zu Sonderlingen entwickelten.
Johann Erasmus wird von seinem Biographen Georg Ludwig Kriegk als hochbegabtes Enfant terrible der Familie beschrieben, der von der Mutter verwöhnt wurde, aber der Familie durch Eigensinn und Böswilligkeit zu schaffen machte. Er besuchte das Frankfurter Gymnasium. Schon mit 15 Jahren begann er das Studium der Rechtswissenschaften an der Universität Altdorf und wechselte später an die Universität Göttingen, wo sein ältester Bruder seit 1736 Professor war. Johann Erasmus kehrte ohne Studienabschluss nach Frankfurt zurück. Obwohl er formal nicht unter die Advokaten der Stadt aufgenommen wurde, galt er als fähiger Rechtsanwalt. 1745 bewirkte er als Rechtsberater der Patriziergesellschaft Alten Limpurg, dass die gewohnheitsrechtliche Vorrangstellung der Gesellschaft, die 14 von 28 Ratsherren der ersten und zweiten Bank stellte, zu einer obligatorischen Bestimmung wurde. Durch das Verfahren erhielt Senckenberg Zugang zu den Archiven und zu internen Dokumenten der Limpurger. Er fertigte heimliche Abschriften an, die er später für seine eigenen Zwecke nutzte.
Am 17. August 1745 leistete er den Bürgereid und wurde am 5. September 1746 auf Empfehlung seines einflussreichen Bruders Heinrich Christian sowie des Patriziers Friedrich Maximilian von Lersner in den Rat kooptiert. Dort wandte er sich gegen seine Förderer und bekämpfte die Vormachtstellung der Alten Limpurger mit allen Mitteln, teils durch polemische Reden im Rat, teils durch anonyme Schmähschriften.
Kriegk bezeichnete ihn als größten Rabulisten, der je in Frankfurt gelebt hatte. Senckenberg galt zudem als habgierig, rachsüchtig und despotisch. Anfang 1747 vergewaltigte er seine Haushälterin Johanna Maria Katharina Agricola, die daraufhin schwanger wurde und im Dezember 1747 eine Tochter gebar. Er verweigerte ihr die Zahlung einer Entschädigung und der geforderten Alimente, so dass die Geschädigte sich an das Konsistorium um Hilfe wandte. Daraufhin versuchte Senckenberg, die Schuld auf einen Bediensteten abzuwälzen, bezichtigte Agricola der Anstiftung zum Mord und fälschte Protokolle des Untersuchungsgerichtes. Es gelang dem Rat jedoch trotz vorliegender Beweise nicht, Senckenberg aus seinem Amt zu drängen, da er unter der Protektion seines älteren Bruders stand, der inzwischen zum kaiserlichen Reichshofrat aufgestiegen war.
Johann Erasmus Senckenberg war in politischen Angelegenheiten sehr bewandert und erfahren. Er schrieb viel und veröffentlichte meist anonym; aber der geistreiche Autor fand nicht die richtige Form, damit seine Vorschläge, selbst wenn sie gut waren, von den patrizischen Herrschern der Stadt, mit denen er einen immerwährenden Krieg führte, angenommen wurden. Er war der Autor der Die Türkische Correspondenz, oder der nunmehr entlarvte leichte Ducaten-Handel, zwischen dem Constantinopolitanischen Hof-Banquier Raphael, und dem in Holland residirenden Türkischen Agent Barbarinie. Gedruckt zu Algier, Tunis und Tripolis, im Jahr der Capereyen (1749). Während des österreichischen Erbfolgekriegs herrschte in ganz Europa ein Mangel an kleinen Münzen. Seine Darstellung vom lukrativen Dukatenhandel hatte die Form eines fiktiven Briefwechsels zwischen einem Hofbankier der Hohe Pforte in Konstantinopel, und seinem Agenten in Amsterdam. 1751 erhob Kaiser Franz I. Johann Erasmus sogar in den Freiherrnstand. (Der berühmte Maria-Theresien-Taler entstand erst 1753.)
Zu weiteren Auseinandersetzungen kam es 1754, als Senckenberg die Kandidaten für eine Ratswahl in der polemischen Druckschrift Die Hirten-Stimme an Einen Hoch-Edlen Rath Uber die bevorstehende Wahl diskreditierte. Der Rat ließ die Schrift daraufhin durch den Henker öffentlich verbrennen.
1761 bewirkte eine Anfrage des Bürgerausschusses die Wiederaufnahme der Ermittlungen im Fall Agricola. Nachdem der Rat Senckenberg daraufhin bei einer Schöffenwahl überging – üblicherweise wurden die Schöffen der ersten Ratsbank nach Anciennität gewählt – und ihn bei vollen Bezügen suspendierte, legte Senckenberg beim Kaiser Berufung ein. Sein Streit mit dem Rat blieb jahrelang in der Schwebe, bis er 1769 in zwei anonym veröffentlichten Druckschriften eskalierte. Die erste verfasste er für die Metzgerzunft in ihrem Rechtsstreit mit dem Rat um den Metzgerbruch, ein Feuchtgebiet am Bornheimer Hang. Darin behauptete er, der gesamte Grund und Boden der Freien Reichsstadt Frankfurt sei kaiserliches Gut, das die Stadt widerrechtlich in Besitz genommen habe. In der zweiten Druckschrift, die eine Auseinandersetzung innerhalb der Schuhmacherzunft betraf, überzog er den Rat mit heftigen Verleumdungen.
Daraufhin ließ Bürgermeister Johann Philipp von Heyden ihn am 28. Februar 1769 festnehmen und auf der Hauptwache in Arrest nehmen. Die Anklageschrift vom 25. August 1769 warf ihm Vergewaltigung vor, Verletzung der territorialen Gerichtsbarkeit, willkürliches Festhalten einer Person, Fälschung, Rechtsbeistand zweier gleichzeitig miteinander streitenden Parteien, Majestätsbeleidigung, Verleumdung, Mordversuch, Aufruhr, Erpressung, Diebstahl und Veruntreuung öffentlicher Gelder und forderte die Todesstrafe.
Obwohl sein Bruder in Wien 1768 gestorben war, erhielt Johann Erasmus aus der kaiserlichen Kanzlei Unterstützung. Kaiser Joseph II. setzte Fürst Karl von Nassau-Usingen als kaiserlichen Untersuchungskommissar ein. Es gelang Senckenberg mit Hilfe des Kommissars, das Verfahren zu verschleppen. Auch der Rat hatte kein Interesse an einer gerichtlichen Entscheidung, so dass Senckenberg auch nach dem Tode des Kommissars 1775 ohne Urteil in Haft blieb. Während der Haft schrieb er Begriff von der Reichs-Stadt Frankfurt neuesten Regierungs-Verhaltnissen (1769) und sein 1773 erschienenes Hauptwerk Anhang zu von Mosers Abhandlung von der Reichsstädtischen Regiments-Verfassung und betätigte sich weiter als Rechtsberater, vor allem in konfessionellen Auseinandersetzungen katholischer und reformierter Klienten mit dem lutherischen Frankfurter Rat.
Er starb am 21. Juni 1795 in seinem Arrestlokal in der Hauptwache an Altersschwäche. Er gilt als einer der prominentesten Häftlinge der Frankfurter Stadtgeschichte.